# Giacinto Calandrucci
Giacinto Calandrucci, né en 1646 à Palerme et mort dans la même ville en 1707, est un graveur et un peintre italien de la fin du XVIIe siècle et du début du XVIIIe siècle.

## Biographie
Giacinto Calandrucci a étudié la peinture d'abord à Palerme auprès de Pietro del Po et Andrea Carrera (it) puis à Rome, où il compléta sa formation dans l'atelier de Carlo Maratta. Dans la ville sainte, il eut un grand succès et obtint de nombreuses commandes grâce à une recherche chromatique intense et à une manière semblable à celle de son maître.
Dans les années 1680, Calandrucci a terminé les fresques des Quatre Saisons dans le Palazzo Lante, les fresques mythologiques dans la galerie du Palazzo Muti-Papazzurri, la décoration de la galerie du Palazzo Strozzi-Besso, et une fresque du plafond ainsi que Le Sacrifice à Cérès dans la villa papale Falconieri à Frascati.
À Rome, il a décoré les églises Santa Cecilia, Santa Maria in Campitelli, Santa Maria dell'Orto, Santa Maria del Suffragio (it) et San Bonaventura al Palatino. À sa maturité, le peintre adopta des solutions chromatiques plus atténuées, les figures plus sinueuses et la richesse des panneaux annonçant le style rococo.
Il obtint aussi de nombreuses commandes privées.
Giacinto Calandrucci retourna à Palerme en 1705. En Sicile, par contre, il eut moins de succès. Il réalisa quelques toiles et entama des travaux sur la voûte de l'oratoire San Lorenzo lorsqu'il mourut en 1707. Le travail fut achevé par son frère Domenico, lui aussi peintre.
Son neveu Giovanbattista a aussi été un peintre et termina à Palerme également des travaux laissés inachevés par son oncle.
Giacinto Calandrucci a laissé une multitude de dessins et de croquis sur des sujets historiques et religieux issus de ses observations journalières.

## Œuvres

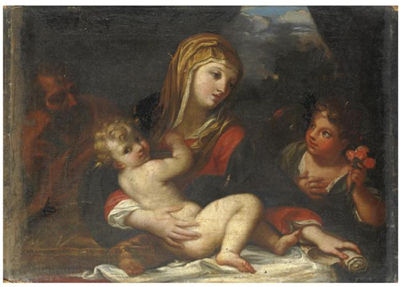
Sainte Famille avec saint Jean enfant

- Décors de la voûte et de la lunette, La Vierge à l'Enfant du maître-autel et Le Baptême du Christ, Église Sant'Antonio in Campo Marzio, Rome
- Sainte Famille avec sainte Anne et autres saints (av. 1686), San Bonaventura al Palatino, Rome
- Ascensione del Battista, chapelle Altieri, Église Santa Maria in Campitelli, Rome
- Sainte Famille avec sainte Anne (v. 1700), église San Paolo alla Regola, Rome
- Fresques, église Santa Maria dell'Orto (v. 1700–1705), Rome
- Mains et pieds, musée du Louvre, Paris
- Autoportrait, Nationalmuseum, Stockholm.
- Il ratto di Proserpina,
- Sacra Famiglia con San Giovannino
- Saint Joseph et l'Enfant,
- Assomption de la Vierge,
- Fresques de l'oratoire San Lorenzo, Palerme.
- Fresques de l'église San Salvatore (it), Palerme.
- Santa Rosalia in abiti di monaca basiliana (1703), huile sur toile de 211 × 134 cm, Museo Diocesano, Palerme.